# 다운타운 디트로이트

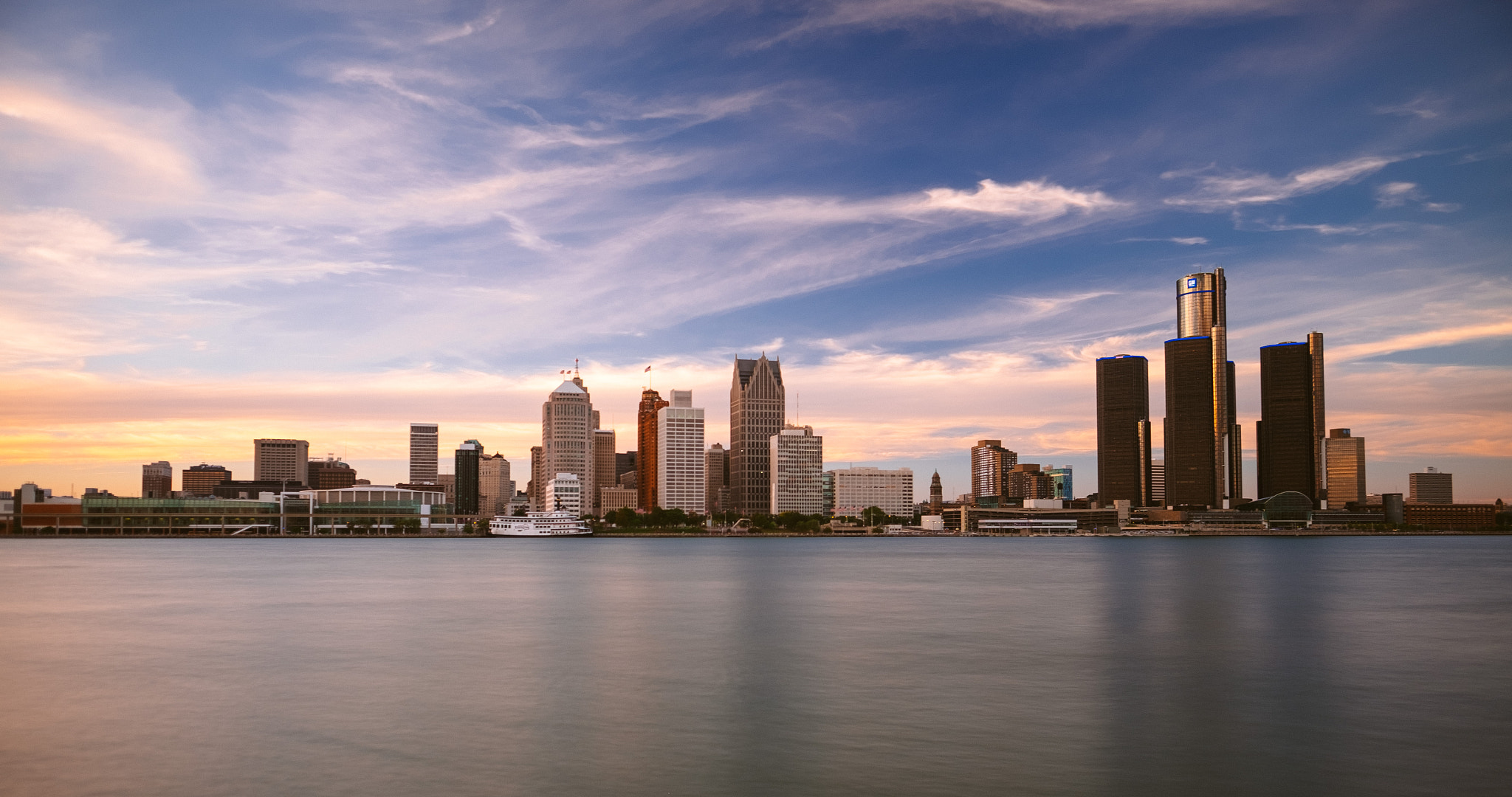

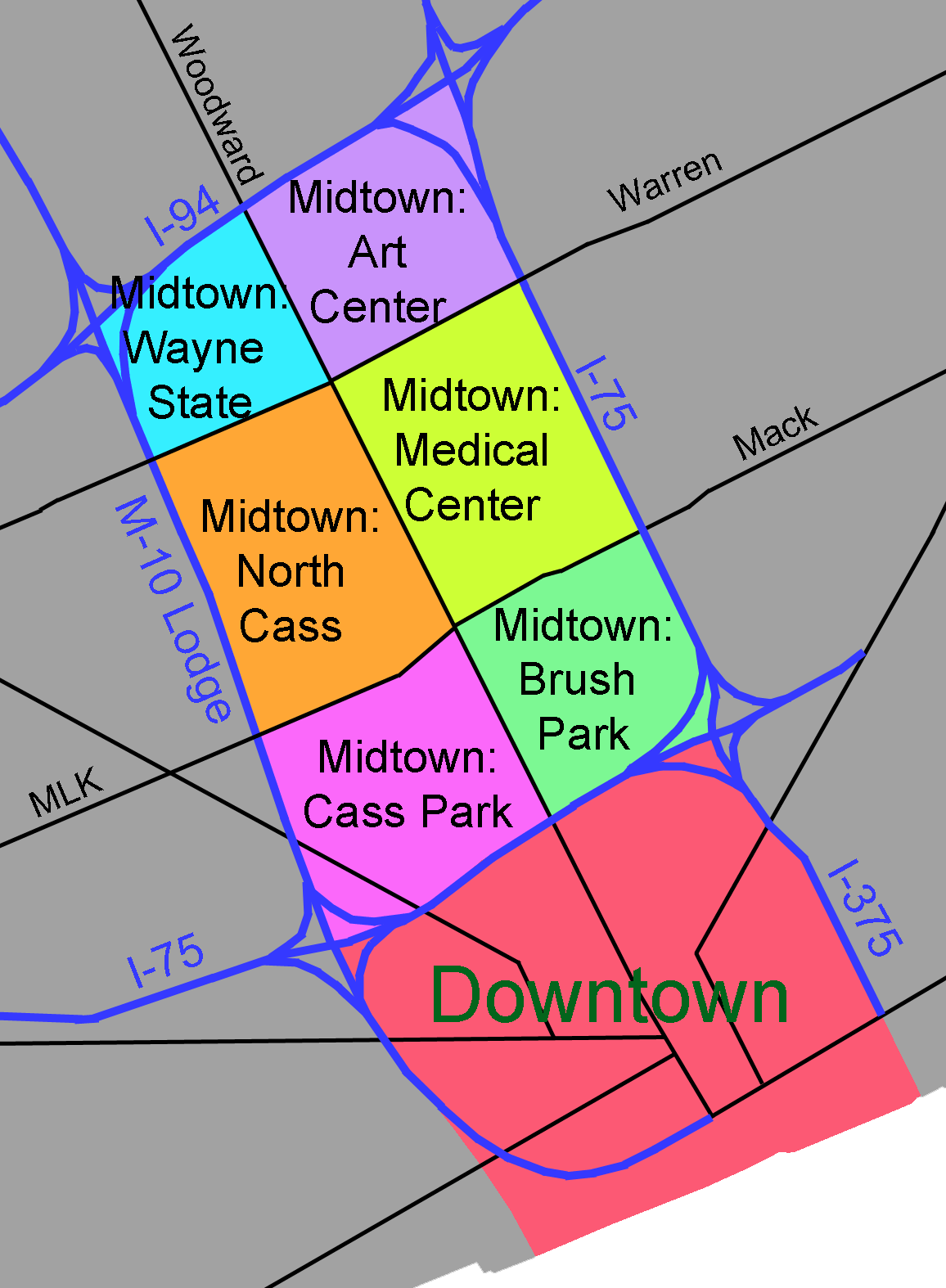

다운타운 디트로이트(Downtown Detroit)는 미국 미시간주 디트로이트의 중심 업무 지구이자 주거 지구이다. 지역적으로 다운타운은 서쪽으로 M-10(Lodge Freeway), 북쪽으로 75번 고속도로(I-75, Fisher Freeway), 동쪽으로 I-375(Chrysler Freeway), 그리고 남쪽으로는 디트로이트 강이 흐르고 있다. 그러나 이는 미드타운, 코크타운, 리버타운 및 우드브리지와 같은 주변 지역을 포함하는 7.2평방마일 지역인 광역 도심 지역을 의미할 수도 있다.

## 인구
| 인구조사 | 인구  | Note | %±     |
| -------- | ----- | ---- | ------ |
| 1990년   | 5,990 |      | —      |
| 2000년   | 6,141 |      | 2.5%   |
| 2010년   | 5,287 |      | −13.9% |
| 2020년   | 6,151 |      | 16.3%  |